# Journal of Electroanalytical Chemistry

Journal of Electroanalytical Chemistry (JEAC) este un periodic științific ce publică articole originale referitoare la chimie electroanalitică. În anul 2014, factorul de impact al revistei a fost de 2,729.